# 星裂盘菌目
星裂盘菌目（学名：Phacidiales）是錘舌菌綱下的一个目。

## 下属分类
本目包括以下科：
- Helicogoniaceae
- 星裂盘菌科 Phacidiaceae